# Trâm sơ ri
Eugenia uniflora là một loài thực vật có hoa trong Họ Đào kim nương. Loài này được Carl von Linné mô tả khoa học đầu tiên năm 1753.

## Hình ảnh

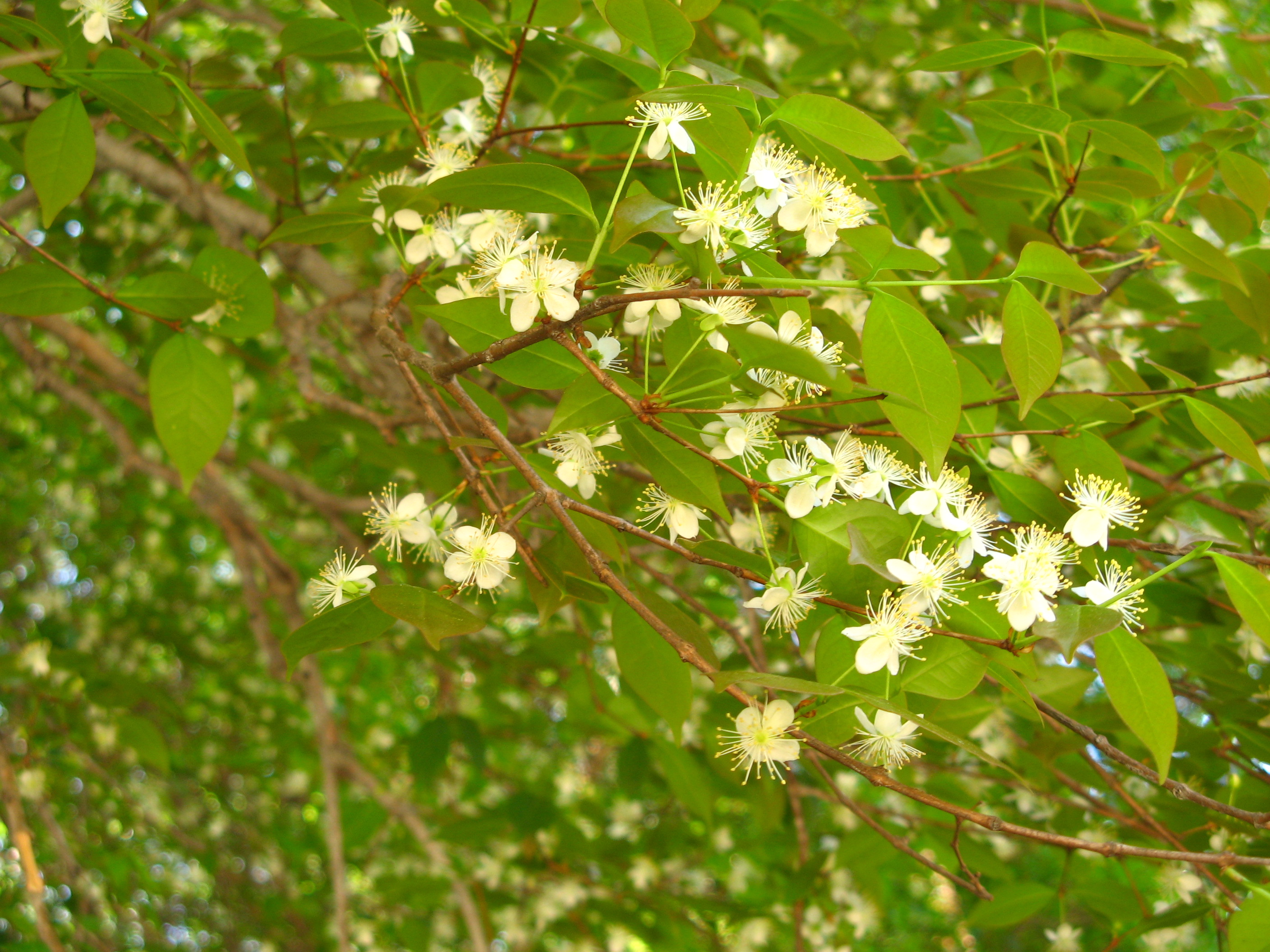
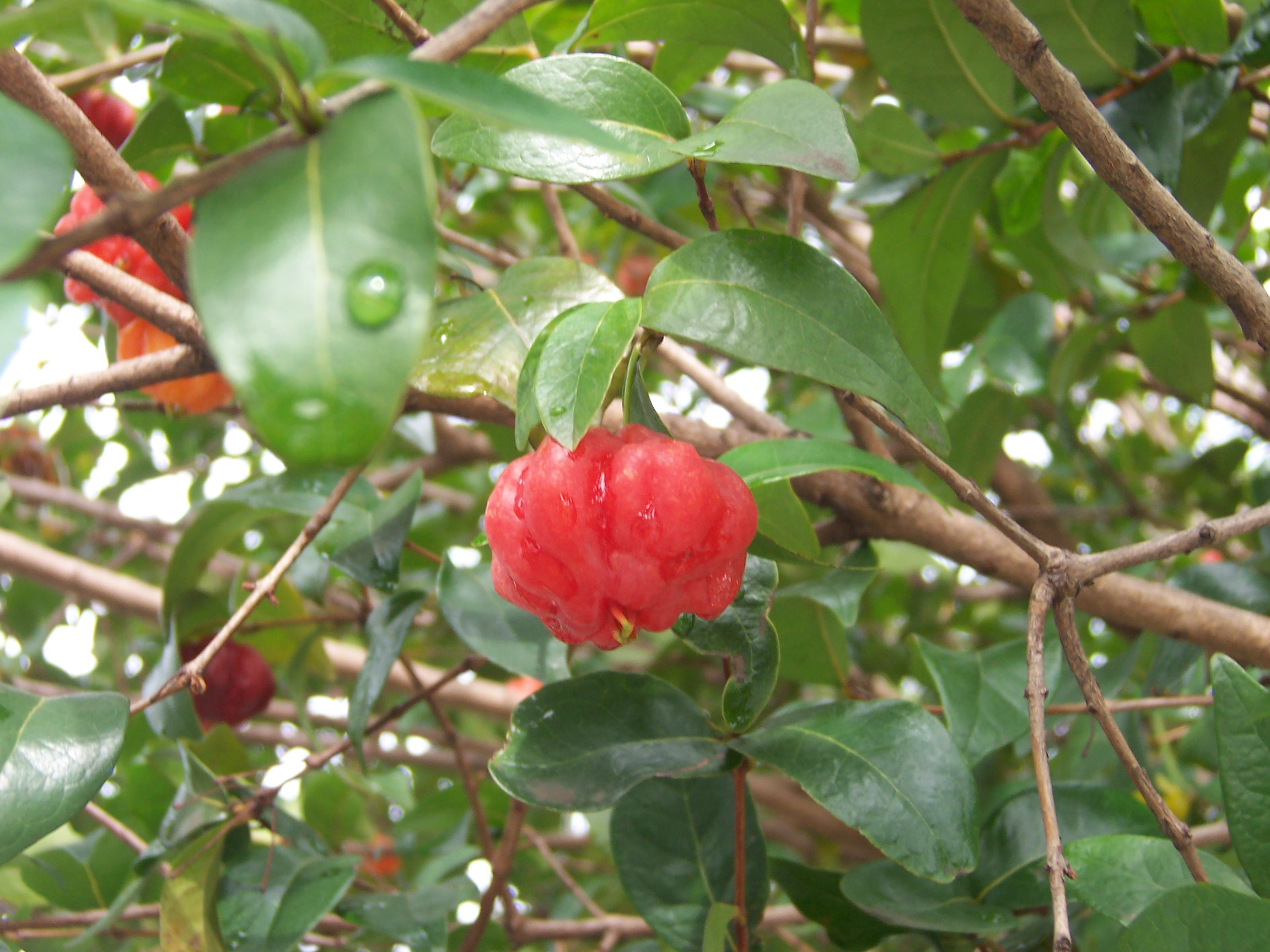
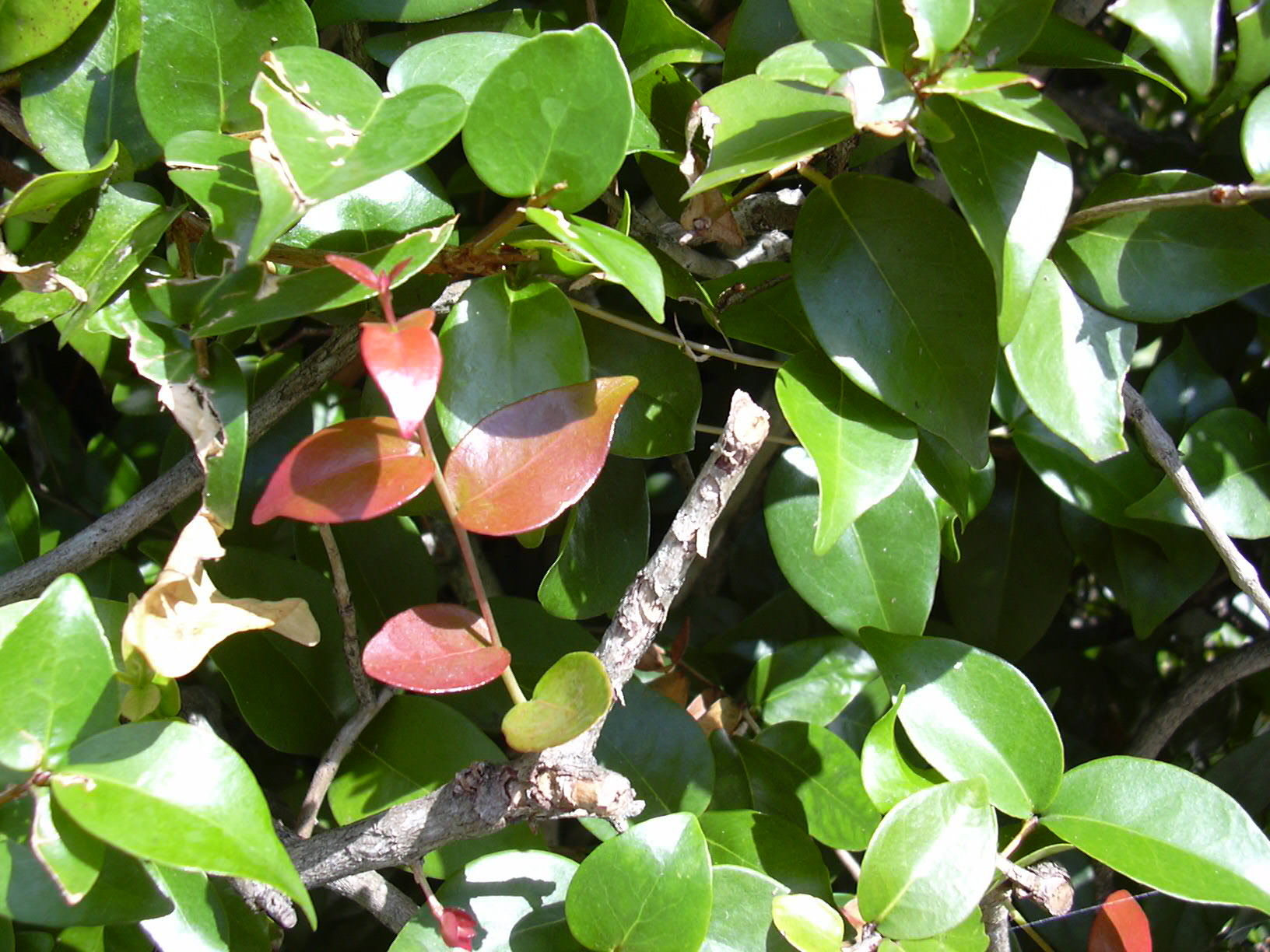
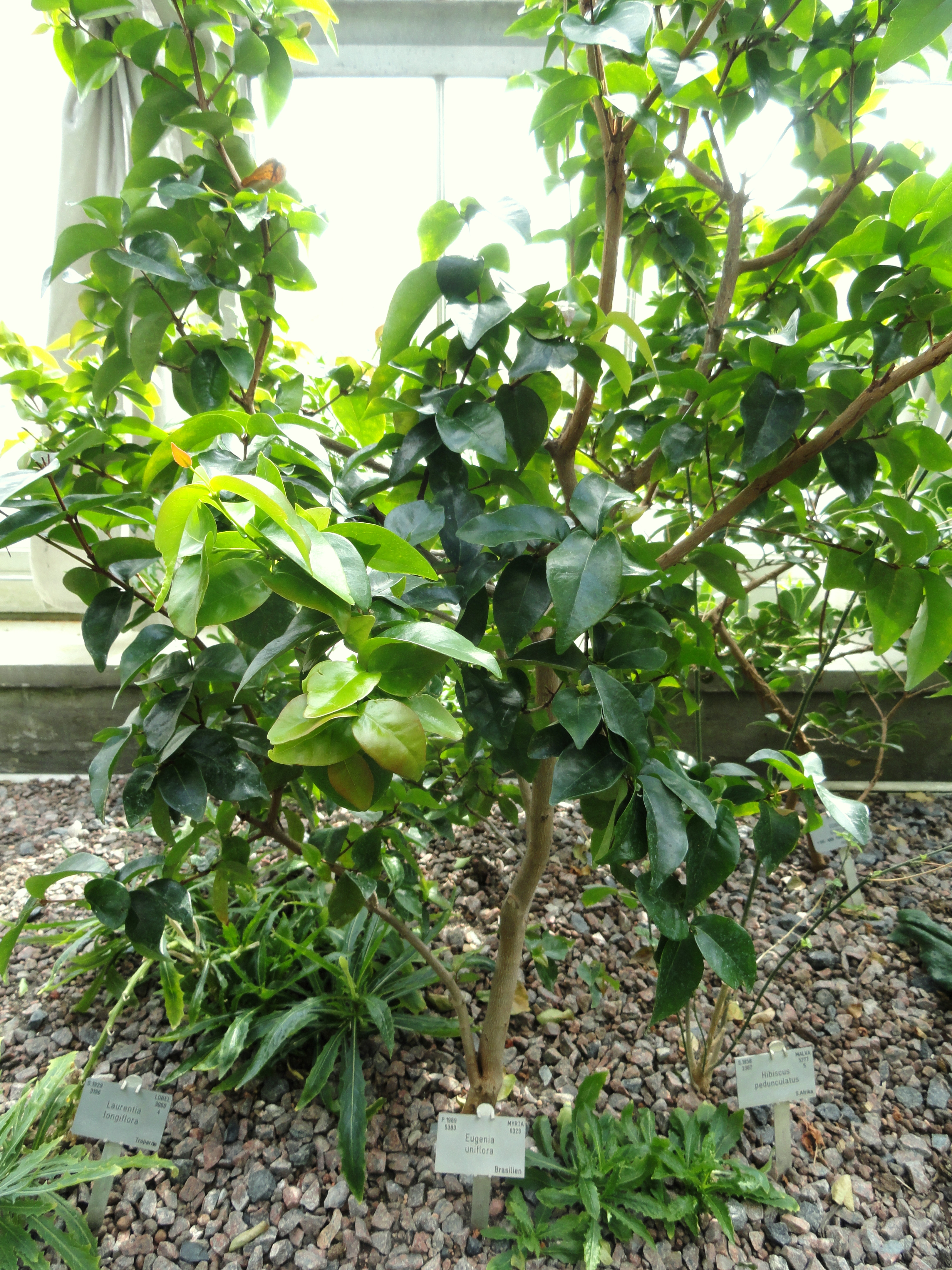